# Львівка (Краматорський район)
Льві́вка — село Олександрівської селищної громади Краматорського району Донецької області, України. У селі мешкає 212 людей.